# Спаренный телефон
Спаренное включение — вид абонентского подключения телефонной связи, при котором два абонента подключены через один канал связи (линию) при помощи специального устройства, блокиратора, установленного на стороне абонента. При разговоре одного из абонентов это устройство автоматически отключает аппарат другого.
Каждый абонент при этом имеет свой уникальный телефонный номер, и вызов с АТС поступает только на тот аппарат, номер которого набран.
Этот вид подключения также называют подключением через блокиратор.

## Недостатки
Основными недостатками являются:
- необходимость в устройстве заземления;
- невозможность связи между спаренными аппаратами;
- невозможность пользоваться телефонной связью одновременно двумя абонентами;
- возможность перехвата входящего вызова, предназначенного другому спаренному абоненту.
- когда говорит один из абонентов, не получится позвонить на оба абонента.
- владельцы спаренных абонентов, не могут устанавливать: АОН, модем, факс, охранную сигнализацию, и.т.п.
- между владельцами спаренных абонентов возникают конфликты.

## История
В СССР спаренные подключения стали производить с 1949 года на аналоговых АТС. Это было вызвано большим количеством желающих подключиться и недостатком мощностей. На начало 1999 года в России было около 3,45 млн. абонентов, подключённых по спаренной схеме. По мере замены оборудования АТС на цифровое, абонентов переподключают на индивидуальные линии. Но проблема до сих пор полностью не решена, и несмотря на то что владельцы спаренных телефонов имеют сотовые телефоны, такой вариант все равно их не устраивает.

## Техническое описание

### Устройство блокиратора
Принцип работы блокиратора основан на блокировании цепи неработающего в данный момент телефонного аппарата, и одновременном обеспечении питанием работающего аппарата. Это достигается включением в линейные цепи телефонных аппаратов разделительных диодов. Наиболее распространённые блокираторы ПДТ-1, ПРТ-2, ПДТ-3 содержат 2 диода, 3 резистора, 1 или 2 транзистора.

### Совместимость сADSLи охранной сигнализацией
Только один из абонентов спаренной телефонной линии может подключить ADSL модем или охранную сигнализацию. При этом сплиттер должен быть установлен перед блокиратором. Также возможно подключение ADSL модема Annex B совместно с охранной сигнализацией. В таком случае на спаренную телефонную линию возможно подключить один ADSL модем и одно устройство охранной сигнализации, в том числе ADSL модем одному абоненту, и охранную сигнализацию другому